# Trattato di Hamedan
Il Trattato di Hamedan (o trattato di Hamadan) fu un trattato tra l'Impero ottomano e la dinastia afghana degli Hotaki firmato nell'ottobre 1727 a Hamedan, che pose fine alla guerra tra gli ottomani e gli Hotaki tra il 1722 e il 1727. L'Impero ottomano con il trattato continuò a detenere i territori conquistati.

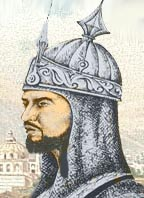
Ashraf Shah Hotaki 1725-1729

## Antefatti
Durante il declino dello stato safavide, l'Impero ottomano (rivale dei Safavidi) e l'Impero russo avevano approfittato della decadenza dell'Iran per annettere un gran numero di distretti di frontiera. Assumendosi come legittimo erede al trono iraniano, Ashraf Hotaki chiese la restituzione di tutti i territori annessi, cosa che portò l'Impero ottomano a dichiarare guerra.

## Guerra
Ashraf Hotaki, dopo aver rafforzato le fortificazioni di Isfahan, marciò per incontrare le truppe turche, che furono sconfitte a Khoramabad, a sud di Hamadan, il 20 novembre 1726. La vittoria afghana su un avversario militare di gran lunga superiore fu in gran parte dovuta all'infiltrazione tra i ranghi ottomani di agenti provocatori che enfatizzarono la comune fede musulmana sunnita dei turchi e degli afghani, deplorando la guerra fratricida tra di loro, sostenendo l'alleanza contro i loro comuni nemici, i persiani eretici; questa abile tattica indebolì il morale delle truppe turche e procurò inoltre la defezione della cavalleria curda.

## Termini del trattato
Gli afghani, non avendo una conoscenza sufficiente della diplomazia o del governo di una nazione, preferirono non andare avanti. Ashraf aprì i negoziati e offrì delle condizioni favorevoli all'Impero ottomano:
1. La sovranità ottomana su tutte le parti occidentali e nordoccidentali dell'Iran (compresa la maggior parte di Tabriz, Hamadan, Kermanshah, Lorestan e la maggior parte del Caucaso meridionale).
2. Riconoscimento ufficiale di Ashraf Hotaki come Scià di Persia.
3. Concessione ad Ashraf Hotaki dei diritti di conio di monete.
4. Concessione ad Ashraf Hotaki del diritto di inviare carovane di pellegrinaggio annuali alla Mecca.[3]

## Risvolti
La grande maggioranza degli iraniani continuò a rifiutare il regime afghano in quanto usurpatore. Gli Hotaki vissero in un grande tumulto che rese debole la loro presa sul potere ed esaurì la forza del governo centrale di Isfahan. Ciò aprì la strada all'ascesa del genio militare iraniano Nader Shah.